# ویلیام روی
ویلیام روی (انگلیسی: William Roy؛ ۴ مه ۱۷۲۶ – ۱ ژوئیهٔ ۱۷۹۰) دانشمند در زمینه نقشه‌برداری اهل پادشاهی بریتانیای کبیر بود.
وی همچنین برندهٔ جوایزی همچون همکار انجمن سلطنتی و مدال کاپلی شده‌است.